# Ricardo Cadú
Ricardo Manuel Ferreira Sousa ismertebb nevén Cadú (1981. december 21. –) portugál labdarúgó, a CFR Cluj hátvédje.

## Életútja
A portugál középhátvédet 2006 nyarán vásárolta a kolozsvári CFR 750.000 euróért a Boavista FC portugál csapattól. Nagy reményeket fűztek hozzá és ezeket be is váltotta, köré épülve az a csapat, amelyik elérte a 100 éves klub történelmének legjobb eredményeit.

## A kolozsvári CFR mezében
Jelenleg a csapat kapitánya és az egyik legjobb góllövője, mivel nagyon gyakran megjelenik az ellenfél kapuja előtt és nagyon jól fejel. Ő lövi továbbá a büntetőket is. Mindezeknek köszönhetően 11 góllal büszkélkedhet a 92 bajnoksági mérkőzése alatt.

## Trófeái
| Szezon  | Klub          | Trófea               |
| ------- | ------------- | -------------------- |
| 2007–08 | CFR 1907 Cluj | Liga I               |
| 2009–10 | CFR 1907 Cluj | Liga I               |
| 2011–12 | CFR 1907 Cluj | Liga I               |
| 2007-08 | CFR 1907 Cluj | Románia Kupája       |
| 2008-09 | CFR 1907 Cluj | Románia Kupája       |
| 2009    | CFR 1907 Cluj | Románia Szuperkupája |

## Lásd még
- CFR Cluj

## Külső hivatkozások
- A csapat honlapja
- A "KVSC 1907" honlapja
- Statisztikák és információk a romániai fociból